# پارک ملی پنانگ
پارک ملی پنانگ (مالایی: Taman Negara Pulau Pinang) ناحیه‌ای به وسعت ۱٬۲۱۳ هکتار از دریا و خشکی را دربرگرفته است و توسط دانشمندان، پژوهشگران و دوستداران طبیعت برای کشف گنجینه‌های طبیعی مورد استفاده قرار می‌گیرد.
این ناحیه بکر و دست‌نخورده که به دلیل دربرداشتن ۴۱۷ گونه گیاگان و ۱۴۳ گونه زیاگان شناخته شده است، در گذشته به ذخیره‌گاه طبیعی پانتای آچه معروف بود. ذخیره‌گاه طبیعی پانتای آچه، که در رأس شمال غربی جزیره پنانگ واقع شده است، در آوریل سال ۲۰۰۳ به عنوان پارک ملی اعلام شد.
پارک ملی پنانگ نخستین منطقهٔ محافظت‌شده است که طبق قانون سال ۱۹۸۰ پارک ملی مالزی، در جراید به صورت رسمی آگهی آن چاپ شد که این امر بیانگر تلاش دولت فدرال و ایالتی در جهت حفظ محیط زیست است.
پارک ملی پنانگ برای حفظ و محافظت از گونه‌های گیاهی و جانوری و همچنین منافعی در ارتباط با اهداف زمین‌شناسی، باستان‌شناسی، تاریخی، قوم‌شناسی، علوم و چشم‌انداز زیبا پایه‌گذاری شد.
جاذبه‌های طبیعی پارک ملی پولائو پینانگ شامل پوشش جنگلی دوبال‌میوگان در ارتفاعات بالا و سطوح پست، ناحیه جنگل حرا، زیستگاه طبیعی ساحل ماسه‌ای، یک دریاچه مرومیکتیک فصلی و دریای ساحلی باز می‌باشد. درختان قد برافراشته سرایا (Shorea curtisii)، که ویژگی مشترک جنگل‌های دوبال‌میوگان ساحلی است، در سطوح شیب دار تند موکاهد به آسانی قابل تماشا است. بیش از ۱٬۰۰۰ گونه گیاهی ثبت شده‌اند که برجسته‌ترین آنها از دسته دوبال‌میوگان، باقلاییان، خرزهره‌ایان، پسته‌ایان، فرفیونیان و انجیران هستند.
پیش از سال ۱۹۵۵ بخشی از ذخیره‌گاه طبیعی پانتای آچه به ثبت رسیده بود، پس از سال ۱۹۵۵ هیچ منطقه جنگلی در آنجا به ثبت نرسیده است. در سال ۱۹۹۶ تمام فعالیت‌های مرتبط با قطع درختان متوقف شد و بودجه عمومی مالزی، طبق آیین‌نامه به توسعه پارک ملی پنانگ تخصیص داده شد.

## بوم‌شناسی
ویژگی منحصر به فرد اینجا، پنج نوع زیستگاه است که در دیگر ذخیره‌گاه‌های طبیعی اصلی مالزی یافت نمی‌شود. این پارک برای گنجینه ۴۱۷ گونه گیاهی و ۱۴۳ گونه جانوری، از جمله لاک‌پشت‌ها، سخت‌پوستان و گیاه کوزه‌دار به مانند یک بهشت است. این امر به این پارک اجازه می‌دهد تا با داشتن یکی از بزرگ‌ترین مجموعه‌های خارق‌العاده تنوع زیستی در مالزی، به خود مباهات نماید.

## گیاهان
ویژگی اصلی در اینجا جنگل رشد دوم و ساحل طولانی است و گیاهان فراوانی از قبیل بونسای سنگی تا الوار و گیاهان دارویی وجود دارد.

## جانوران
جانورانی که در درون و پیرامون پارک می‌توان دید، دلفین، سمور آبی، لاک‌پشت پوزه‌عقابی و میمون‌ها هستند. همچنین میمون‌های داسکی لیف و مکاک دم‌دراز در اینجا مشاهده شده‌اند.
سرای ۴۶ گونه پرنده، همچون ماهی‌خورک‌های رودخانه‌ای استروک–بیلد، طاووسک سینه‌سفید و حواصیل سفید بزرگ می‌باشد.